# Virgilio Peña
Virgilio Peña (* 2. Januar 1914 bei Espejo, Provinz Córdoba; † 6. Juli 2016 in Billère bei Pau, Frankreich) war ein Veteran des Spanischen Bürgerkrieges und der Résistance.
Peña, Sohn einer Bauernfamilie, wurde 1914 in einem kleinen Dorf in der Nähe von Espejo in der spanischen Provinz Córdoba geboren. Schon als Jugendlicher war er in der Landwirtschaftsgewerkschaft und verschiedenen marxistischen und revolutionären Gruppen aktiv.
Zu Beginn des Spanischen Bürgerkrieges im Sommer 1936, als Francos Nationalisten ihren mörderischen Vormarsch begannen, hing Peña, im Alter von nur 22 Jahren, eine republikanische Flagge auf seinen Balkon und trat in die republikanische Armee ein. Er nahm an vielen Schlachten teil und erlebte die Schrecken des Krieges. Nach dem Sieg des Franquismus 1939 zog sich Peña zusammen mit einer halben Million anderer Menschen nach Frankreich zurück, wo er sich dem französischen Widerstand anschloss.
Peña hoffte, dass der Sturz des Dritten Reiches auch die Franco-Diktatur zerstören und Spanien befreien würde. Er wurde vom Vichy-Regime gefangen genommen und brutal gefoltert, bevor er den Nazis übergeben wurde. Diese brachten ihn in das KZ Buchenwald neben Weimar. Dort sah er jahrelang, wie tausende Menschen ermordet wurden. Unter den Häftlingen war er als El Campesino (der Bauer) bekannt.
Als das KZ Buchenwald 1945 von der 3. US-Armee befreit wurde, wog Peña nur noch 42 Kilogramm, hatte nirgendwo ein Zuhause und kehrte nach Frankreich zurück, wo er als Zimmermann arbeitete. Er wurde für seine Arbeit mit Jugendlichen, die er über die Gefahren des Faschismus aufklärte, als „Ritter der Ehrenlegion“ ausgezeichnet. In seinem Heimatort wurde eine Straße nach ihm benannt.